# Représentant-représentation
Pour les articles homonymes, voir Représentant.
 (décembre 2011).
Les informations dans cet article sont mal organisées, redondantes, ou il existe des sections bien trop longues. Structurez-le ou soumettez des propositions en page de discussion.
Avec le temps, il arrive que le contenu présent dans un article devienne désordonné. Il est souvent nécessaire de réorganiser l'article de fond en comble.
- Il faut tout d’abord répartir le contenu de l'article en plusieurs sections. Les informations doivent ensuite être exposées clairement et le plus synthétiquement possible, regroupées par sujet afin d'éviter les doublons. Quelqu'un cherchant une information précise doit pouvoir la trouver rapidement en lisant la section appropriée.
- À l'intérieur de chaque section, le texte, souvent initialement sous la forme de phrases éparses, doit être regroupé dans des paragraphes de quelques lignes, en assurant un enchaînement logique et une cohérence entre les phrases.
- Lorsque l'article ou l'une de ses sections développe trop longuement un point qui n'est pas dans le cœur du sujet traité, il convient de faire une synthèse et de transférer l'ancien contenu dans des articles plus appropriés (en cas de transfert, il faut impérativement respecter la procédure Aide:Scission).

Si vous pensez que ces points ont été résolus, vous pouvez retirer ce bandeau et améliorer le plan d'un autre article.
En psychanalyse, le représentant-représentation (allemand : Vorstellungsrepräsentanz ou Vorstellungsrepräsentant) est une représentation ou un « groupe de représentations » auxquelles la pulsion se lie.

## Explication de la notion
Deux autres traductions de l'expression allemande Vorstellungsrepräsentanz, sont plus fidèles à l'allemand et dans un français plus compréhensible :
- « le substitut / la manifestation de la pulsion sous forme de représentation »,  ou bien :
- « la représentation en tant que traduction de la manifestation pulsionnelle ».

Les termes freudiens de Vorstellung et de Repräsentanz demandent une explication détaillée. 
Vorstellung veut dire en allemand courant l'idée que l'on se fait de quelque chose, la représentation mentale que l'on en a ; cela relève de la conscience. Ce terme apparaît souvent chez le philosophe et psychologue Franz Brentano, dont Freud a suivi les cours. 
La Vorstellung au sens freudien restreint, appliqué à la pulsion, est ce par quoi cette pulsion se manifeste, ce qui est son émanation, une entité psychique, mais qui ne parvient pas à la conscience ; étant refoulée une première fois, cette entité psychique créée par la pulsion et exprimant l'existence de celle-ci cherche à se manifester d'une autre façon. Ce peut être une image, un son, une scène, un désir ; Par exemple, le désir incestueux envers le père est la Vorstellung de la pulsion.  
Comment traduire ce terme ? Les traducteurs de Freud ont tous adopté le terme de représentation, sans doute parce que c'est la traduction courante du dictionnaire, même si une représentation, d'ordinaire consciente, est ici inconsciente, et parce que ce contenu émanant de la pulsion devient souvent une image, une scène, quelque chose qui est représenté dans le rêve ou des formations de substitution. 
Mais la représentation de la pulsion peut être accompagnée d'une charge émotionnelle, une quantité d'énergie psychique, ce que Freud appelle un quantum d'affect (der Affektbetrag), qui est souvent de l'angoisse. Ou bien l'affect, l'émotion peut apparaître seul(e) ; or, cela est aussi issu de la pulsion. 
Comment indiquer dès lors la simple manifestation d'une pulsion sans indiquer la forme qu'elle prend (image, image avec charge émotionnelle, affect seul) ? Freud résout le problème en introduisant le terme de Repräsentanz, surtout présent dans le composé Triebrepräsentanz, que l'on peut traduire par le représentant / la représentation / l'émanation / la manifestation de la pulsion. Le substantif Repräsentanz, inconnu de l'allemand standard, a dû apparaître comme possible à Freud du fait de la fréquence du verbe repräsentieren, représenter, dont l'avantage réside dans le fait que le sujet peut être un objet ou un être humain.  
Et quand Freud veut préciser que le contenu de cette Repräsentanz, cette émanation, ce substitut de la pulsion, est une représentation, il forme un mot composé : Vorstellungsrepräsentanz, qui signifie donc « la manifestation de la pulsion sous forme de représentation ».  
On voit donc que, malgré les apparences, le rapport entre Vorstellung et Repräsentanz n'est pas le même que le lien unissant Trieb et Repräsentanz dans Triebrepräsentanz (représentation de la pulsion).
Citons une phrase qui permet de bien comprendre ce mot composé ; dans Die Verdrängung, (Le Refoulement, 1915) Freud écrit : 
« Wir haben also Grund, eine Urverdrängung anzunehmen, eine erste Phase der Verdrängung, die darin besteht, dass der psychischen (Vorstellungs-) Repräsentanz des Triebes die Übernahme ins Bewusste versagt wird. »
Traduction : « Nous avons donc lieu de supposer un refoulement originel, une première phase du refoulement, qui consiste à ce que le substitut psychique de la pulsion (sous forme de représentation) ne soit pas autorisé à passer dans le conscient. »
Et dans Das Unbewusste (L'Inconscient), datant aussi de 1915, Freud écrit, pour expliciter l'expression unbewusste Triebregung (manifestation pulsionnelle inconsciente) : 
« Wir können nichts anderes meinen als eine Triebregung, deren Vorstellungsrepräsentanz unbewusst ist, denn etwas anderes kommt nicht in Betracht. »
Traduction : « Nous ne pouvons avoir rien d'autre à l'esprit que la manifestation d'une pulsion / qu'une manifestation pulsionnelle dont la traduction sous forme de représentation est inconsciente, car il ne peut être question d'autre chose. »